# 던디 케이크

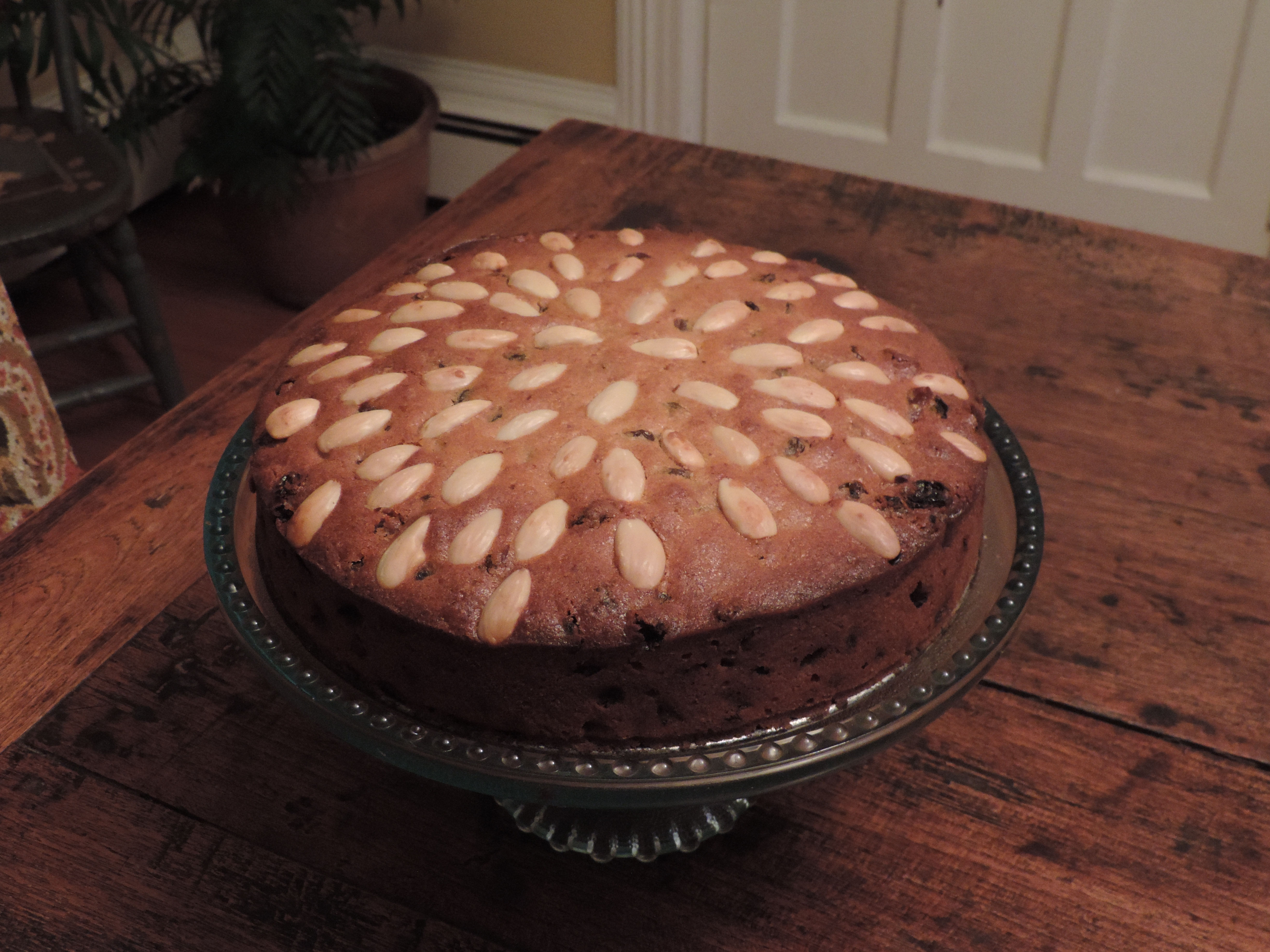

던디 케이크(Dundee Cake)는 아몬드를 넣은 과일 케이크이다. 스코틀랜드의 전통적인 요리이다.

## 재료
던디 케이크는 종종 버터, 설탕, 레몬 제스트, 오렌지 제스트, 마멀레이드, 밀가루, 베이킹 파우더, 계란, 우유, 말린 과일, 설탕에 절인 감귤류 껍질, 건포도, 술 타나, 아몬드 가루, 데친 아몬드로 만든다.

## 역사
케이크의 원래의 상업적 개발은 18세기 후반 던디(Dundee)의 자넷 케일러(Janet Keiller)의 상점에서 시작되었지만 원래는 16세기에 스코틀랜드의 여왕 메리를 위해 만들어졌을 가능성이 있다. "던디 케이크"라는 용어의 창시자로 주장되는 마멀레이드 회사 케일러(Keiller)의 마멀레이드에 의해 대량 생산되었다. 그러나 유사한 과일 케이크가 스코틀랜드 전역에서 생산되었다. 인기 있는 이야기는 스코틀랜드의 메리 여왕이 그녀의 케이크에 글라세 체리를 좋아하지 않았기 때문에 케이크가 그녀를 위해 체리가 아닌 데친 아몬드를 사용한 과일 케이크로 처음 만들어졌다는 것이다. 케이크의 상단은 일반적으로 동심원의 아몬드로 장식되어 있다. 케이크는 영국 슈퍼마켓에서 판매된다.
이 케이크는 또한 영국령 인도와 1947년 이후 독립 인도에서 브리타니아(Britannia Industries)와 그 후속 회사에 의해 만들어지고 판매되었다. 그러나 1980년 이후 이 케이크는 제조사에서 기업 크리스마스 선물로 사적으로 계속 공급했지만 시장에서 철수했다.

## 같이 보기
- 스코틀랜드 요리